# Fabero
Fabero – gmina w Hiszpanii, w prowincji León, w Kastylii i León, o powierzchni 54,47 km². W 2011 roku gmina liczyła 5106 mieszkańców.